# Groundplane-Antenne

Eine Groundplane-Antenne kann man sich vorstellen als die obere Hälfte einer vertikalen Dipolantenne. Die Groundplane „spiegelt“ die obere Hälfte und muss den Strom aufnehmen können, der eigentlich in die untere Dipolhälfte fließen würde.

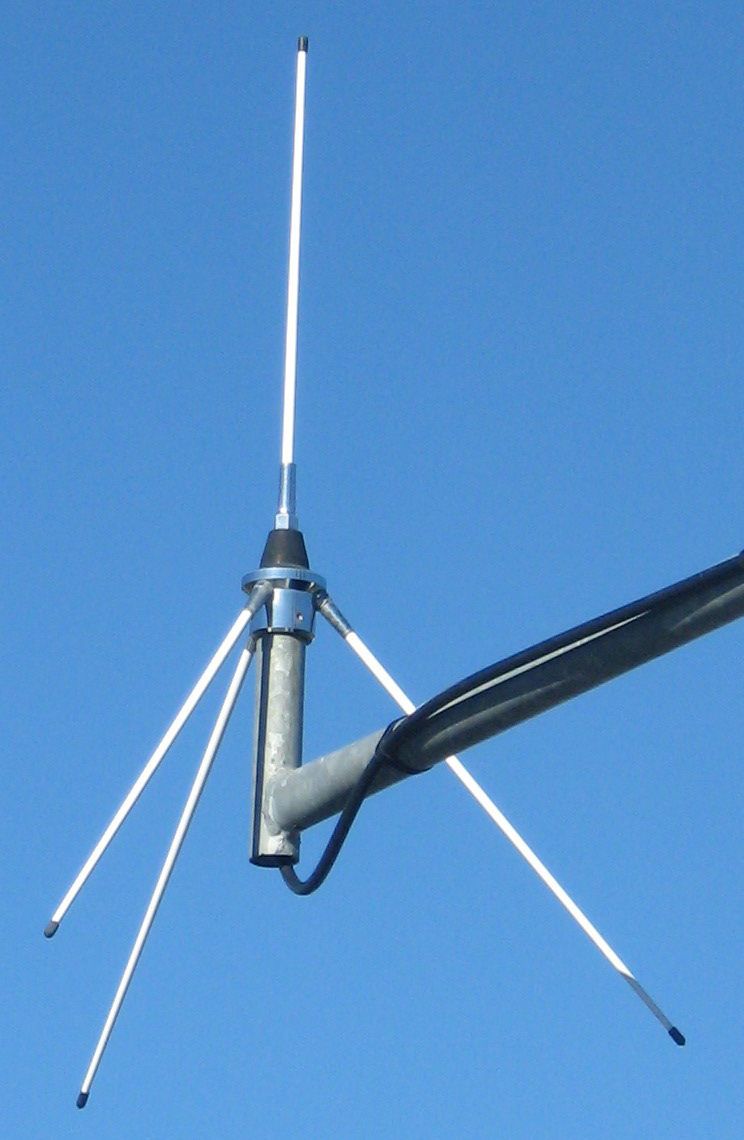
Groundplane-Antenne für Ultrakurzwelle mit drei Radials

Eine Groundplane-Antenne (GPA) (englisch Monopole antenna), kurz auch als Groundplane (GP) bezeichnet, eigentlich Monopolantenne, auch Viertelwellenstrahler, Stabantenne oder, nach ihrem Erfinder Guglielmo Marconi, Marconi-Antenne genannt, ist eine Vertikal-Antenne, bestehend aus einem vertikalen Stab oder selbststrahlenden Mast.
Im Gegensatz zu einer Dipolantenne wird sie unsymmetrisch gespeist. Ergänzt wird sie zumeist durch ein „Gegengewicht“ (siehe auch Erdung), das gebildet wird durch:
- die elektrisch gut leitfähige Erdoberfläche
- ein in der Erde zusätzlich rund um die Antenne eingegrabenes Erdnetz oder
- mehrere „Radials“ rund um den Monopol (vor allem im VHF-, aber auch im Kurzwellenbereich). Sie liegen auf Masse bzw. Erdpotential, gehen radial vom zentralen Speisepunkt (Fußpunkt) der Antenne aus und umfassen in der Regel mindestens drei bis zu mehreren hundert Leitern. Oft wird die Länge dieser Leiter durch die Wellenlänge λ bestimmt, und man wählt vorteilhaft λ/4 als Länge, wenn nur wenige Radials eingesetzt werden (s. u. Konstruktionsparameter). Selbststrahlende Sendemasten im Mittelwellenbereich benutzen z. B. 100 Radials aus verzinkten Stahlbändern, die etwa 60 cm tief im Boden rund um den Sendemast vergraben werden.

Monopolantennen werden als Sende- und Empfangsantennen für Längstwelle, Langwelle, Mittelwelle, Kurzwelle bis in den Ultrakurzwellen(VHF)-Bereich eingesetzt. Beispiele für Monopolantennen im VHF-Bereich sind Kfz-Antennen für den UKW-Empfang, wobei statt der Erde die metallische Karosserie als Massefläche dient.

## Funktion
Bedingt durch seinen symmetrischen Aufbau hat ein Dipol eine Potentialebene mit Nullpotential senkrecht zu seiner Mitte. Diese Potentialebene kann durch eine ausgedehnte leitfähige Ebene wie die Erdoberfläche ersetzt werden, ohne die Funktion der Antenne wesentlich zu ändern. Dabei fließt der Strom in die leitfähige Ebene statt in die fehlende Dipolhälfte.
Verschiedene Konstruktionsparameter erlauben, die Eigenschaften der Antenne zu beeinflussen:
- Werden die Radials einer λ/4 langen Groundplane-Antenne um 45° nach unten geschwenkt, so lässt sich ein Fußpunktwiderstand von 50 Ω erreichen, und die Antenne kann direkt mit üblichem Koaxialkabel gespeist werden.
- Die Strahler von Mittelwellen-Rundfunksendern werden gerne elektrisch 190° (etwas mehr als λ/2) lang gemacht, weil sich so die stärkste Bodenwelle erreichen lässt. Ein 5/8 λ langer Strahler liefert zwar noch mehr Gewinn, aber unter einem Erhebungswinkel von ca. 30°.
- Wenn nur wenige Radials als Gegengewicht eingesetzt werden, so müssen sie auf λ/4-Resonanz abgestimmt werden, um dem Ausgleichsstrom einen Strompfad mit niedriger Impedanz anzubieten. Dafür reichen schon 3–4 Radials pro Arbeitsfrequenz für einen akzeptablen Antennenwirkungsgrad und annähernde Rundstrahlung.
- Wenn das Gegengewicht der Antenne dagegen aus vielen Radials besteht, so müssen die Radials nicht notwendigerweise auf λ/4-Resonanz abgestimmt werden, da die Impedanzen aller Radials effektiv parallel geschaltet werden. Mittelwellen-Rundfunksender benutzen gewöhnlich über 100 vergrabene Radials.[1][2]

Eine Sonderform der Groundplane ist die T-Antenne, bei der die kapazitive Wirkung des obersten Drahtstückes (siehe Leitungstheorie) durch eine Dachkapazität aus horizontalen Drähten ersetzt wird. Auf diese Weise lässt sich die Bauhöhe von beispielsweise 500 m auf 150 m verringern.
Eine weitere Bauform einer Monopolantenne ist die Alexanderson-Antenne.

## Antennengewinn

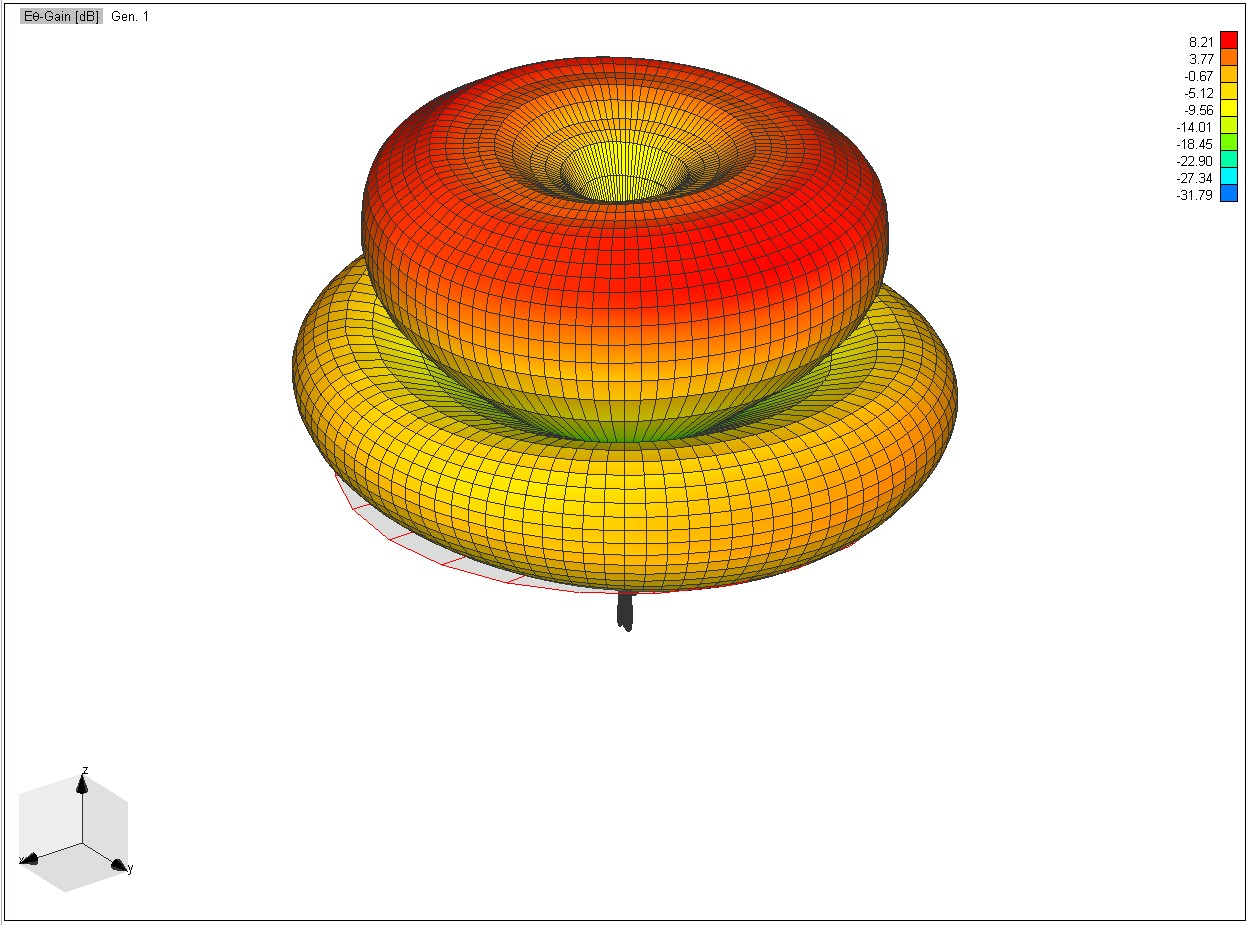
Rotationssymmetrische Feldverteilung um die vertikale Achse einer Monopolantenne im Zentrum

Eine Monopolantenne hat ein Strahlungsfeld, das um den vertikalen Monopol herum rotationssymmetrisch ist.
Der Antennengewinn einer Monopolantenne beträgt damit bei idealer Massefläche 3 dBd (das 2. d im Einheitenkürzel bedeutet: bezogen auf den idealen Dipolstrahler), da die Abstrahlung auf den oberen Halbraum mit dem Raumwinkel von 2π limitiert ist; bei ungenügender Massefläche, beispielsweise durch die Krümmungen einer metallischen Fahrzeugkarosserie, beträgt der Antennengewinn weniger als 3 dBd.

## Impedanz
Die Wellenimpedanz bei Fußpunktspeisung beträgt 36 Ω. Sie beträgt damit nur ca. die Hälfte der Wellenimpedanz eines symmetrisch gespeisten Halbwellendipols mit ca. 73 Ω und ein Achtel eines Faltdipoles (240 Ω).
Monopolantennen können wie die Dipolantenne mechanisch verkürzt werden, indem man nahe dem Fußpunkt eine Induktivität als „Verlängerungsspule“ einfügt. Dadurch verschlechtert sich die Abstrahlung, die Wellenimpedanz bleibt bei passender Induktivität gewährleistet.
Dabei ist zu beachten, dass die Anpassung mit Induktivität schmalbandig verläuft. Eine Monopolantenne kann also streng genommen nur für eine einzige Frequenz verkürzt werden. Die Antenne verliert einen Großteil ihrer natürlichen Breitbandigkeit. Für breitbandige Verkürzung, die meist für ein Band gewünscht wird, muss man sich anderer Methoden bedienen.